# تاکانوبو کومییاما
تاکانوبو کومییاما (انگلیسی: Takanobu Komiyama؛ زادهٔ ۳ اکتبر ۱۹۸۴) بازیکن فوتبال اهل ژاپن است.
از باشگاه‌هایی که در آن بازی کرده‌است می‌توان به باشگاه فوتبال کاوازاکی فرونتال و باشگاه فوتبال یوکوهاما مارینوس اشاره کرد.